# Santa Helena (Maranhão)
Santa Helena – miasto i gmina w Brazylii leżące w stanie Maranhão. Gmina zajmuje powierzchnię 2194,856 km². Według danych szacunkowych w 2016 roku miasto liczyło 41 466 mieszkańców. Położone jest około 120 km na zachód od stolicy stanu, miasta São Luís, oraz około 1800 km na północ od Brasílii, stolicy kraju. 
W 2014 roku wśród mieszkańców gminy PKB per capita wynosił 5444,62 reais brazylijskich.